# Henri-Léopold de Rennette de Villers-Perwin
Henri-Léopold Servais Ghislain de Rennette (Namen, 5 januari 1765 - 15 oktober 1837) was een Zuid-Nederlands edelman en burgemeester.

## Geschiedenis
- Lambert Rennette, overgrootvader van Henri de Rennette, werd in 1735 door keizer Karel VI in de erfelijke adel verheven.
- In 1742 verleende keizerin Maria Theresia de titel baron, overdraagbaar bij eerstgeboorte, aan Renier Rennette.
- Dezelfde titel werd in 1763 door keizerin Maria Theresia verleend aan Lambert Rennette, broer van voorgaande.

## Biografie
De Rennette was een zoon van Renier-Servais de Rennette, heer van Villers-Perwin, en Anne-Catherine de Quinart. Hij trouwde in 1791 in Namen met Rosalie de Posson (1772-1801), dochter van François de Posson, heer van Wanfercée. Ze kregen drie kinderen kreeg. Hij hertrouwde in 1809 met Angelique Malotau (1769-1822).
In 1817, onder het Verenigd Koninkrijk der Nederlanden, werd hij in de erfelijke adel erkend en benoemd in de Ridderschap van de provincie Namen. In de Franse tijd was hij maire en onder het Verenigd Koninkrijk der Nederlanden burgemeester van Namen.

## Afstammelingen
- Xavier de Rennette (1792-1831), zoon van Henri-Léopold, trouwde in 1822 met Albertine Hamoir (1802-1858).
  - Xavier Ferdinand de Rennette de Villers Perwin (1823-1900), luitenant-generaal, kreeg in 1857 de titel baron overdraagbaar bij eerstgeboorte en in 1887 vergunning om de Villers-Perwin aan de familienaam toe te voegen. Hij trouwde in 1860 in Ekeren met Isaure Moretus Plantin (1833-1905), dochter van Edouard Moretus Plantin, provincieraadslid van Antwerpen en verkoper van de drukkerij Plantijn-Moretus in Antwerpen.
    - Albertine de Rennette de Villers-Perwin (1851-1940), trouwde in 1883 in Gent met Léon de Néeff (1857-1914), artilleriekapitein. Ze kregen twee dochters, met afstammelingen tot heden.
    - Charles de Rennette de Villers-Perwin (1869-1947), luitenant-generaal, vicegouverneur van de Congolese provincie Katanga en voorzitter van de Cercle royal africain, trouwde in 1890 in Elsene met Marguerite de Wolff de Moorsel (1872-1904), maar ze scheidden in 1902. Hij hertrouwde in 1908 in Meerbeke met Henriette Descantons de Montblanc (1886-1982). Hij kreeg twee dochters uit zijn eerste huwelijk en een zoon uit zijn tweede huwelijk.
      - Hortense de Rennette de Villers-Perwin (1891-1980), trouwde in 1919 in Brussel met baron Raoul Limnander de Nieuwenhove (1881-1958), kleinzoon van baron Armand Limnander de Nieuwenhove. Ze kregen een dochter, maar zonder afstammelingen.
      - Ferdinand de Rennette de Villers-Perwin (1910-1988), trouwde in 1958 met Nelly Dessant (1933-2011). Het echtpaar bleef kinderloos.
- Eugène de Rennette (1796-1887), zoon van Henri-Léopold, generaal-majoor, trouwde in 1822 met Philippine Wasseige (1795-1829) en in 1833 met haar zus, Henriette Wasseige (1806-1881). Beide huwelijken bleven kinderloos.

Door de dood van Ferdinand de Rennette in 1988 stierf deze familie uit.